# Torredelcampo
Torredelcampo er en by og kommune i det sydlige Spanien i provinsen Jaén. Den har et indbyggertal på 13.944 (2024) indbyggere.